# Llibre de cuina
Un llibre de cuina o receptari és un llibre, una obra bé impresa o bé manuscrita no periòdica d'una certa extensió mínima, que tracta principalment de temes directament relacionats amb la cuina i la manera de tractar els aliments per a ús gastronòmic.
Molts d'ells són receptaris (els formats bàsicament per un conjunt de receptes de cuina, explicades amb major o menor detall), però no pas tots, com per exemple ja des de l'edat mitjana el Com tayllaràs devant un senyor , que està centrat en les diferents maneres de tallar, preparar, presentar i servir les carns, el Com usar bé de beure e menjar de Francesc Eiximenis, que compila tota mena de consells, usos i normes relacionats amb la gastronomia de l'època, o el Regimen Sanitatis ad regum Aragonum d'Arnau de Vilanova, que relaciona la gastronomia amb la dietètica. D'altra banda, el llibre Le Ménagier de Paris, encara que contingui algunes receptes, no es pot considerar un llibre de cuina en sentit estricte, ja el seu tema principal és l'obediència de la dona a l'home, com a tractat de moral i economia domèstica en general amb consells pràctics de jardineria, neteja de la casa i altres temes no culinaris. De la mateixa manera Lo Crestià en el seu conjunt tampoc no és un llibre de cuina i només es considera com a tal l'esmentada part Com usar bé de beure i de menjar.
Els llibres de gastronomia il·lustren sobre les normes socials a l'ús (com posar la taula, com presentar el menjar), els horaris en els quals es menjava, on es feia la compra i el llenguatge emprat.
En resum, els llibres de cuina són el clar exemple que la cuina de cada terra és una mostra de la cultura, la identitat i els costums, encara que un sigui el mestissatge.

## Història
El llibre de cuina més antic que es coneix és L'art de la cuina (en llatí, De re coquinaria), que Marc Gavi Apici hauria redactat redactat entre els segles I i III dC.
Al segle x va aparèixer el primer receptari conegut en llengua àrab, El llibre dels plats (en àrab, al-Kitab al-Ṭabīḫ) d'Abu Muhammad al-Muzaffar ibn Nasr ibn Sayyār al-Warrāq, amb receptes dels sumptuosos plats menjats pels reis a Bagdad als segles VI i vii. Els primers llibres de cuina europeus en llengua diferent del llatí es van escriure a l'Àndalus, a l'edat mitjana, i en àrab. En aquesta època els reis de la Corona d'Aragó varen tenir cura a fer traduir llibres de cuina i altres manuals (de medicina, etc.) del llatí, de l'àrab i de l'hebreu.
A començaments del segle xiv s'haurien escrit els primers receptaris europeus en llengües diferents del llatí i de l'àrab, com per exemple el Llibre de Sent Soví, del qual es conserva un manuscrit escrit en català que data del 1313. D'aquest segle també són el Daz buch von guter spise, escrit en alemany, el  Forme of Cury, en anglès, el De honesta voluptate en italià i molts d'altres.
Alguns dels receptaris més antics d'Europa són catalans. Aquests documents han permès estudiar l'evolució de la cuina, dels productes i de les tècniques que s'han utilitzat des de l'època medieval fins a l'actualitat.

### Història del llibre de cuina en català
Roma va tenir una gran influència en la cuina francesa, italiana i catalana. Les cuines d'aquests pobles van adaptar la manera de fer, els costums i els coneixements dels romans i d'altres pobles del Mediterrani. El fruit de tot plegat és un mestissatge cultural propi i indissociable.
D'aquestes influències, canvis i mestissatges al llarg del temps, se'n té constància, en part, gràcies als receptaris que es conserven. Les obres de l'edat mitjana i dels segles posteriors permeten conèixer la cuina de fa més de sis segles i l'evolució fins a convertir-se en la cuina que coneixem avui en dia.
A tall d'exemple es pot citar el Libro de arte coquinaria de Martino da Como, de l'any 1450. Entre el receptari italià hi ha algunes receptes titulades al modo catalano.
Els llibres antics de cuina revelen quins productes es feien servir quan encara no s'havia arribat a Amèrica i no s'importaven aliments tan essencials en la dieta mediterrània com les patates, els tomàquets o la xocolata.
Aquests manuscrits, i no cal que tinguin 500 anys per deixar-nos astorats davant els canvis experimentats en la cuina, revelen també maneres de cuinar quan no existien els fogons ni l'aigua corrent ni la nevera. Era una cuina basada en els productes només de temporada, ja que no hi havia la possibilitat d'importar productes d'altres terres. La gastronomia girava al voltant d'un calendari litúrgic diferent també de l'actual.
La cuina, a través dels segles, parla també de qui cuinava, de com cuinava, amb què cuinava, si predominava el dolç o el salat i les combinacions que es feien. Aquests llibres detallen, sense saber-ho, els sabors de l'època.
A França es coneixen dues obres de l'etapa medieval: Le viander, de Taillevent (final segle xiv) i Le Ménagier de Paris (1393), d'autor anònim. De la mateixa època que els francesos són els dos llibres italians Libro della coccina i Libro per cuoco, coneguts com l'anònim toscà i l'anònim venecià, respectivament. I també italià és el De Honesta Voluptate et valetudine, de Platina, un humanista a sou del vaticà a l'època dels Borja. El llibre, a banda del receptari propi, esmenta certes exquisideses de la cuina catalana.
A Catalunya, gaudim també el privilegi de comptar amb alguns dels receptaris més antics que es coneixen: el Llibre de Sent Soví. Llibre de totes maneres de potatges de menjar i de totes maneres de confit. Del segle xiv, és un receptari escrit en català (conté unes 200 receptes) d'autor anònim. Se'n conserven dos manuscrits amb diferent contingut: un és a la Universitat de Barcelona i l'altre exemplar es troba a la Universitat de València. No va ser publicat fins al 1979 a Barcelona.
Un altre manuscrit és el Llibre de Cóch de la canonja de Tarragona. Data del 1331 i és bàsicament un compendi de normes per als àpats del personal eclesiàstic de la Seu de Tarragona; el contingut del llibre, com es pot suposar, gira al voltant del calendari litúrgic de l'època.
Francesc Eiximenis és l'autor del tercer manuscrit, Terç del Cristià. Com usar bé de beure e menjar. Eiximenis el va escriure el 1384 i s'esplaiava descrivint costums culinaris i alimentaris en terres catalanes.
I, encara que més tardà, cal fer constar el Libre de Coch de Rupert de Nola, un cuiner a la cort catalana de Nàpols al servei de Ferran I d'Aragó, rei de Nàpols durant els anys 1458-1494. El llibre data de l'any 1520 però es coneix que devia existir una còpia encara més antiga, ja que algunes de les receptes es regeixen per un calendari religiós que es va canviar l'any 1491. En el llibre, es palesa la influència i barreja de les cultures mediterrànies, ja que hi conviuen receptes catalanes, italianes, franceses, morisques i provençals.
En els receptaris dels segles següents, encara es pot apreciar la recerca de gustos d'origen medieval. Ja entrat el segle xix, el 1835, i com a mostra de la Renaixença catalana fins i tot a la cuina, trobem La cuynera catalana. Reglas útils, fàcils, seguras y econòmiques per cuynar bé. Escullidas dels Autors que millor han escrit sobre aquesta materia. Es tracta d'un receptari de cuina que en un principi es va vendre per fascicles i inclou receptes d'origen divers.
La cuynera catalana i El llibre de l'art de cuynar, de fra Sever d'Olot (1878), tenen una singularitat. Estan escrits, a diferència dels receptaris medievals, en català actual, previ a les normes lingüístiques de Pompeu Fabra.
A partir del segle xix, els receptaris catalans se succeeixen amb més o menys encert, sempre testimonis dels canvis esdevinguts en el transport dels aliments, la disposició d'aquests, els gustos de la gent, etc. Entre les dècades de 1920 i 1940 la literatura culinària va tindre un èxit sense precedents a Catalunya a causa de "la voluntat pedagògica dels cuiners del moment i també, en la darrera època, de la necessitat de fer front a la carestia d'aliments".
Al segle xxi, hi ha hagut una renaixença de l'afició per l'art del bon cuinar i del bon menjar. I, per tant, s'han creat publicacions només dedicades al món culinari (Descobrir Cuina). D'altra banda, gairebé totes les publicacions periòdiques dediquen una part del contingut a restaurants, receptes o productes. Al mateix temps, les llibreries s'han omplert, de mica en mica, d'obres dedicades a la gastronomia, en el sentit més ampli de la paraula.
Hi ha obres per a tots els gustos. Receptaris dirigits a tota mena de persones amb interessos o circumstàncies diferents: cuina per a solters, cuina per a casats, per a joves acabats de marxar de casa o cuina per a persones que no tenen temps de cuinar.
Hi ha llibres enfocats al tipus d'electrodomèstic amb el qual es cuina, com el microones. També llibres de receptes per a persones amb problemes de salut, llibres de cuina tradicional, cuina d'autor, cuina moderna, cuina del món...
Transversalment, a aquestes edicions gastronòmiques, a les prestatgeries de les llibreries i de les biblioteques hi trobem la comunió entre literatura i gastronomia. Aquells llibres que, tot i versar sobre cuina, no acostumen a dedicar més del 10% del contingut a receptes culinàries. Aquest fet, aquesta literatura gastronòmica, tan sols es pot donar en una cultura que gaudeix de l'art culinari, que ha après a apreciar-lo en el context cultural.
En aquest apartat, no es pot deixar de citar El que hem menjat, de Josep Pla, el rondinaire per excel·lència de Catalunya, que amb renecs intel·ligents i no exempts de sarcasme descrivia perfectament els usos i costums (bons i no tan bons) culinaris catalans. O Els fruits saborosos, de Josep Carner, poesia i cuina de la mà, i Manuel Vázquez Montalbán, que amb el seu llibre L'art de menjar a Catalunya (1974) posava sobre la taula el debat de la industrialització de la cuina tradicional.
A hores d'ara cal també anomenar els bloguers gastronòmics, que, tot i que més desconeguts i sense tanta projecció com els escriptors o restauradors professionals, són un col·lectiu que comença a ser força nombrós. Molts no són professionals del món de la gastronomia però el frueixen com si ho fossin i traslladen coneixements, ressenyes, crítiques i consells a la xarxa de manera espontània i sense més objectius que compartir el saber culinari.
I tants altres que no caben aquí, que han col·laborat amb paraules i amb tots els sentits a fer una cuina de paper, a posar a l'abast de qualsevol que ho vulgui el coneixement dels grans cuiners mentre concilien mots i aliments. Una festa per als sentits.

## Manga culinari
Un manga culinari és un gènere dintre del manga al qual l'acció ocorre en un entorn culinari i que pot estar molt especialitzat a la cuina. Alguns exemples en són Bambino!, Iron Wok Jan!, Mister Ajikko, Yakitate!! Ja-pan o Yumeiro Patissiere.